# Alemania Oriental en los Juegos Olímpicos de Innsbruck 1976
Alemania Oriental estuvo representada en los Juegos Olímpicos de Innsbruck 1976 por un total de 59 deportistas que compitieron en 8 deportes.  
El portador de la bandera en la ceremonia de apertura fue el deportista de bobsleigh Meinhard Nehmer.

## Medallistas
El equipo olímpico de Alemania Oriental obtuvo las siguientes medallas:
| Nombre                                                                    | Deporte               | Competición        |
| ------------------------------------------------------------------------- | --------------------- | ------------------ |
| Oro                                                                       |                       |                    |
| Meinhard Nehmer Bernhard Germeshausen                                     | Bobsleigh             | Doble M            |
| Meinhard Nehmer Jochen Babock Bernhard Germeshausen Bernhard Lehmann      | Bobsleigh             | Cuádruple M        |
| Ulrich Wehling                                                            | Combinada nórdica     | Individual M       |
| Dettlef Günther                                                           | Luge                  | Individual M       |
| Hans Rinn Norbert Hahn                                                    | Luge                  | Doble M            |
| Margit Schumann                                                           | Luge                  | Individual F       |
| Hans-Georg Aschenbach                                                     | Saltos en esquí       | Trampolín normal M |
| Plata                                                                     |                       |                    |
| Gert-Dietmar Klause                                                       | Esquí de fondo        | 50 km M            |
| Ute Rührold                                                               | Luge                  | Individual F       |
| Romy Kermer Rolf Österreich                                               | Patinaje artístico    | Parejas            |
| Andrea Ehrig-Mitscherlich                                                 | Patinaje de velocidad | 3000 m F           |
| Jochen Danneberg                                                          | Saltos en esquí       | Trampolín normal M |
| Bronce                                                                    |                       |                    |
| Karl-Heinz Menz Frank Ullrich Manfred Beer Manfred Geyer                  | Biatlón               | 4 × 7,5 km M       |
| Konrad Winkler                                                            | Combinada nórdica     | Individual M       |
| Monika Debertshäuser Sigrun Krause Barbara Petzold Veronika Hesse-Schmidt | Esquí de fondo        | 4 × 5 km F         |
| Hans Rinn                                                                 | Luge                  | Individual M       |
| Christine Errath                                                          | Patinaje artístico    | Individual F       |
| Manuela Groß Uwe Kagelmann                                                | Patinaje artístico    | Parejas            |
| Henry Glaß                                                                | Saltos en esquí       | Trampolín largo M  |